# Lysitermoides compsolechiae
Lysitermoides compsolechiae är en stekelart som först beskrevs av Watanabe 1970.  Lysitermoides compsolechiae ingår i släktet Lysitermoides och familjen bracksteklar. Inga underarter finns listade i Catalogue of Life.